# Aconitum spathulatum
Aconitum spathulatum är en ranunkelväxtart som beskrevs av Wen Tsai Wang. Aconitum spathulatum ingår i släktet stormhattar, och familjen ranunkelväxter. Inga underarter finns listade i Catalogue of Life.